# Lusignan János ciprusi régens
Lusignan János (1329/30 – Nicosia, 1375), franciául: Jean de Lusignan, görögül: Ιωάννης της Κύπρου/των Λουζινιάν, ciprusi királyi herceg, Ciprus régense és címzetes antiochiai herceg. A Lusignan(-Poitiers)-házból származott. Bátyja, I. Péter ciprusi király 1369-es meggyilkolásának értelmi szerzője.

## Élete
IV. Hugó ciprusi király és Ibelin Aliz elsőszülött fia. Apja második házasságából született, és csak a harmadszülött volt, ezért kevés esélye lehetett a trón elnyerésére. Idősebb bátyjának és féltestvérének, Lusignan Guido (1315/16–1342/43) hercegnek volt egy fia, Hugó (1335 körül–1385/86) személyében, és mikor a bátyja meghalt, a trónöröklés joga az unokaöccsét, Hugó herceget illette, de apja, IV. Hugó az unokája helyett a másodszülött fiát, János ifjabb bátyját és édestestvérét, Pétert jelölte a trónra, és még az életében, 1358. november 24-én Nicosiában megkoronáztatta annak ellenére, hogy az unoka, Hugó herceg is már nagykorú volt. IV. Hugó ekkor megtette Jánost Ciprus hadsereg-főparancsnokának. Ez a trónváltozás a későbbi viszályok magvát is elhintette a családban.
1368-ban a IV. Konstantinnal elégedetlen örmény nemesek felajánlották I. Péternek az örmény trónt, amelyet ő el is fogadott, és előkészületeket tett az örményországi utazás érdekében. A Péterrel elégedetlen ciprusi bárók viszont merényletet készítettek elő Péter ellen, és 1369. január 16-án nicosiai palotájában álmában rajtatörtek és meggyilkolták. A gyilkosságba be volt avatva Péter két öccse, János és Jakab, de édesanyja, Ibelin Aliz anyakirályné nem tudott a tervről. Péter özvegye, Eleonóra királyné lett ekkor a kiskorú fiuk, a 12 éves II. Péter nevében a régens sógorával, János herceggel együtt, akik Péter utazásai idején is ellátták már az államfői teendőket. 
János az első házasságát Aragóniai Konstancia szicíliai királyi hercegnővel, II. Frigyes szicíliai királynak és Anjou Eleonóra nápolyi királyi hercegnőnek, II. (Sánta) Károly nápolyi király és Árpád-házi Mária magyar királyi hercegnő leányának a leányával, II. Henrik (apjának, IV. Hugónak a nagybátyja) ciprusi király és IV. Leó örmény király özvegyével kötötte, melyhez a pápai diszpenzációt 1342. április 16-án állították ki. Konstancia kétszeresen özvegy királyné több, mint 20 évvel volt idősebb, mint János, aki alig töltötte be a 13. életévét, de Konstanciának ez a házassága is gyermektelen maradt, és a kétszeres királyné két év múlva meghalt, amikor János még csak 15 éves volt.
Másodszorra Ibelin Aliz úrnőt, Ibelin Guido ciprusi udvarmester lányát vette feleségül. A pápai diszpenzációt 1350. április 14-én állították ki. A házasságukból egy fiú, Jakab herceg született.
Eleonóra anyakirályné nem bocsátotta meg a férje elleni merényletet a sógorának, és 1375-ben Nicosiában genovai segédlettel meggyilkoltatta Jánost.

## Gyermekei
- 1. feleségétől, Aragóniai Konstancia (1306–1344) szicíliai királyi hercegnőtől, özvegy ciprusi és örmény királynétól, nem születtek gyermekei
- 2. feleségétől, Ibelin Aliz (1325/30–1373 után) ciprusi úrnőtől, 1 fiú:
  - Jakab (1358 előtt–1397) ciprusi királyi herceg, Tripolisz címzetes grófja, felesége az elsőfokú unokatestvére, Lusignan Margit (1360 körül–1397 után), I. Péter ciprusi király és Aragóniai Eleonóra lánya, 5 gyermek, többek között:
    - Lusignan Péter (1387 után–1451), Tripoli címzetes grófja, Ciprus régense, 1. felesége Lusignan Izabella (1382 előtt–1432 előtt), I. Jakab ciprusi király és Braunschweigi Helvis lánya, gyermekei nem születtek, 2. felesége N. N. (–1440), gyermekei nem születtek, 1 természetes, de törvényesített fiú:
      - (Házasságon kívüli kapcsolatból): Lusignan Phoebus (1415 előtt–1485), Szidon ura, felesége Isabelle de Flory, 2 gyermek
- Házasságon kívüli kapcsolatából, Gibelet Aliz úrnőtől, Philippe de Costa özvegyétől, 1 fiú:
  - János (1360 előtt–1410 után), Bejrút címzetes ura, felesége Morpho Margit, 1 fiú

## Külső hivatkozások
- Foundation for Medieval Genealogy/Cyprus Kings Genealogy – 2014. május 6.
- Euweb/Poitou – 2014. május 6.
- Genealogie-Mittelalter/Johann de Lusignan Titular-Fürst von Antiochia – 2014. május 6.

| Előző I. Péter | Ciprusi király 1369 – 1375 (Régens) | Következő Aragóniai Eleonóra (Régens) |